# Khánh Nguyên
Khánh Nguyên (tiếng Trung: 慶元縣, Hán Việt: Khánh Nguyên huyện) là một huyện thuộc địa cấp thị Lệ Thủy, tỉnh Chiết Giang, Cộng hòa Nhân dân Trung Hoa. Huyện này có diện tích 1898 km2, dân số 200.000 người. Mã số bưu chính là 323800. Huyện lỵ huyện này đóng ở số 32 phố Thạch Long, trấn Tùng Nguyên. Huyện Khánh Nguyên có các đơn vị hành chính trực thuộc gồm 7 trấn (Tùng Nguyên, Bình Đô, Trúc Khẩu, Hoàng Điền, Hà Địa, Tả Khê, Hiền Lương), 13 hương, 5 khu xã, 345 thôn hành chính.